# Japán energiagazdasága
Japán energiagazdasága magába foglalja az energia előállítását, felhasználását, importját, exportját és mint annak jelentős részét, a villamosenergia-gazdaságát is.
Az ország elsődleges energia felhasználása 2011-ben 477,6 Mtoe volt, 5%-kal kevesebb, mint az azt megelőző évben.
Japán jelentős hiányt szenved fosszilis tüzelőanyagokból, kivéve a kőszénből, továbbá nagy mennyiségű importra szorul kőolajból, földgázból és egyéb energiahordozókból, mint például uránból. Japán 2010-ben energiaszükségletei fedezésének 42%-ában az olajimportra támaszkodott.
Ugyanabban az évben, az ország 187 millió tonna (a világ teljes kőszén importjának kb. 20%-a) kőszénbehozatallal az első számú kőszénimportáló volt a világon és 99 milliárd m³-rel (a világ teljes földgáz behozatalának 12,1%-a) az első számú földgázimportőr is.
Habár energiaszükségleteinek egynegyedében az atomenergiára támaszkodott, a 2011-es fukusimai atomerőmű-baleset után, biztonsági okokból minden atomreaktort fokozatosan leállítottak.
Az ohi atomerőmű hármas számú reaktorát végül 2012. július 2-án újra üzembe helyezték. 2013 januárjára a legtöbb város, amely atomerőműnek ad otthont, úgy volt vele, hogy nem bánják az újraindításukat.

## Áttekintés

GDP vs energia fogyasztás, 1968–2012

| Energia Japánban                                                                                            | Energia Japánban | Energia Japánban | Energia Japánban | Energia Japánban | Energia Japánban | Energia Japánban |
| | Fő               | Energia          | Előállítás       | Import           | Elektromosság    | CO2-kibocsátás   |
| | Millió           | TWh              | TWh              | TWh              | TWh              | Mt               |
| --- | ---------------- | ---------------- | ---------------- | ---------------- | ---------------- | ---------------- |
| 2004 | 127.7            | 6,201            | 1,125            | 5,126            | 1,031            | 1,215            |
| 2007 | 127.8            | 5,972            | 1,052            | 5,055            | 1,083            | 1,236            |
| 2008 | 127.7            | 5,767            | 1,031            | 4,872            | 1,031            | 1,151            |
| 2009 | 127.3            | 5,489            | 1,091            | 4,471            | 997              | 1,093            |
| 2010 | 127.4            | 5,778            | 1,126            | 4,759            | 1,070            | 1,143            |
| 2012 (Japan)                                                                                                | 126.7            | 6,034            | 1,013            | 5,532            | 851              | 1,207            |
| 2012 (IEA)                                                                                                  | 127.8            | 5,367            | 601              | 4,897            | 1,003            | 1,186            |
| Change 2004-10                                                                                              | -0.2 %           | -6.8 %           | 0.0 %            | -7.2 %           | 3.7 %            | -5.9 %           |
| Mtoe = 11.63 TWh, Prim. energy includes energy losses that are approximately 2/3 for thermal power stations |                  |                  |                  |                  |                  |                  |

## Történelem

Villamos-energia termelés Japánban forrás szerint

Japánnak a második világháború vége utáni és a kilencvenes évekig tartó rohamos ipari fejlődése azzal járt, hogy az összenergia-fogyasztás ötévenként megkétszereződött. A növekedés 1960–72 közötti szakaszában az energiafogyasztás gyorsabban nőtt, mint a 'GNP' (gross national product, vagyis az ország össztermelése) amivel az ország energiafogyasztása megkétszereződött. Így 1976-ra, bár a világ lakosságának csak 3%-át képviselte, energiafogyasztása a világ fogyasztásának 6%-ával felelt meg.
Más országokhoz képest a villamosenergia Japánban viszonylag drága, ráadásul a földrengés és szökőár katasztrófa után elvesztett fukusimai atomenergia után a villany ára jelentősen megnövekedett.

## Villamos-energia

Térkép Japán villamosenergia-átviteli hálózatáról, mutatva az inkompatibilis rendszert a régiók között

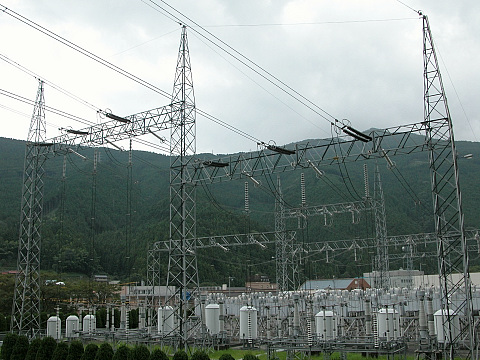
A szakumai frekvenciaváltó állomás

2008-ban Japán a világon 3. helyen állt a villamosenergia előállításában, az USA és Kína után, 1025 TWh előállításával abban az évben.
2004-ben egy átlagos japán emberre jutó éves villamosenergia-fogyasztás 8459 kWh, míg egy átlagos amerikai fogyasztása 14 240 kWh volt. Ebben a tekintetben a világ országai között a 18. helyet foglalta el. Az országban az egy főre eső villamosenergia-fogyasztás 1990 és 2004 között 21,8%-kal nőtt.
Japánnak 2010-ben 282 GW teljes beépített villamosenergia-termelő kapacitása volt, a világon a 3. legnagyobb az USA és Kína mögött. Bár a 2011-es földrengés okozta kár után a kapacitást kb. 243 GW-nak számították az év közepére.
2009-ben 53 aktív, atomenergiát termelő reaktorral Japán a 3. helyen állt az USA (104 reaktor) és Franciaország (59 reaktor) után.
A villamosenergia előállításának majdnem negyede (24,93%) atomerőművekből származott (az USA 19,66% és Franciaország 76,18%). Viszont a földrengés után, 2012 májusára végül minden atomerőművet leállítottak, majd 2012 júniusában az Ohi Atomerőművet újraindították.

### Országos hálózat
Ellentétben a legtöbb ipari országgal, Japánnak nem egységes villamosenergia átviteli hálózata van, hanem külön keleti és nyugati. A normál feszültség a hálózati csatlakozókban 100 V, de a hálózatok különböző frekvenciákon működnek: a kelet-japán 50 Hz-en a nyugat-japán 60 Hz-en. A hálózatok három frekvencia-átalakító állomáson keresztül állnak kapcsolatban egymással (Higasi-Simizu, Sin Sinano és a szakumai), de ezek csak 1 GW-ot tudnak kezelni. Nantóban is van egy 300 MW-os Minami-Fukumicu nevű frekvenciaváltó telep. A 2011-es tóhokui földrengés és szökőár következtében 11 reaktort leállítottak, ami 9,7 GW kapacitás-csökkenést okozott. A három átalakító állomás nem rendelkezett elégséges kapacitással, hogy elegendő teljesítményt továbbítson Japán nyugati villamos-energia-hálózatából ahhoz, hogy jelentősen segítse a keleti hálózatot.
A két hálózatot eredetileg különböző vállalatok alakították ki. A Tokyo Electric Light Co.-t, amely létrehozta Japán elektromos ellátását, 1883-ban alapították. 1885-ben a kereslet olyannyira megnőtt, hogy a TELCO áramtermelő berendezéseket vett a német AEG-től. Ugyanez történt a Japán nyugati oldalán a General Electrickel, amely az Osaka Electric Lamp ellátója volt. A GE felszerelése az amerikai szabványt, 60 Hz-et használt, míg az AEG felszerelése az európai 50 Hz-et.

### Közművek
Japánban a villamosenergia-piac 10 szabályozott vállalat között oszlik meg:
- Chugoku Electric Power Company (CEPCO)
- Chubu Electric Power (Chuden)
- Hokuriku Electric Power Company (Hokuden)
- Hokkaido Electric Power Company (HEPCO)
- Kyushu Electric Power (Kyuden)
- Kansai Electric Power Company (KEPCO)
- Okinawa Electric Power Company (Okiden)
- Tokyo Electric Power Company (TEPCO)
- Tohoku Electric Power (Tohokuden)
- Shikoku Electric Power Company (Yonden)

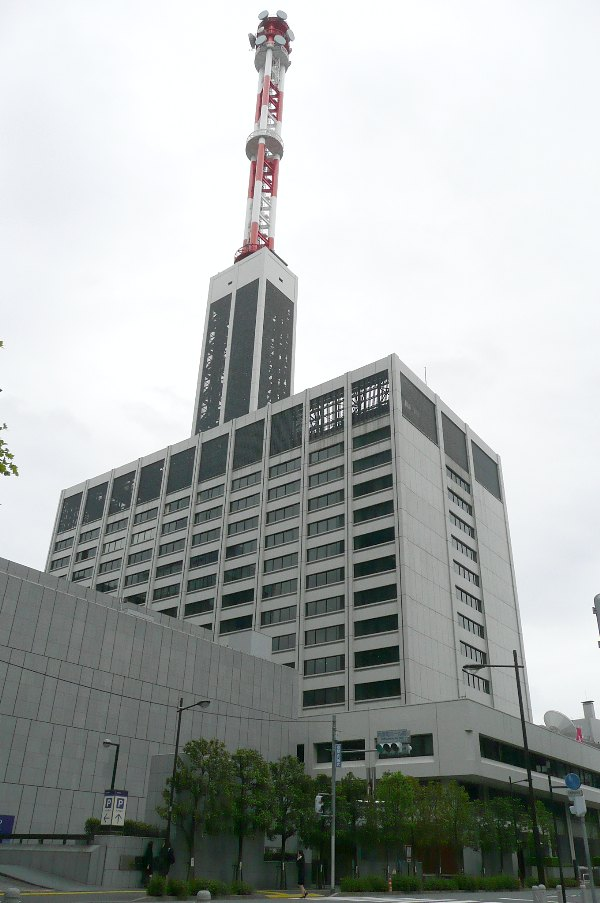
Tepco
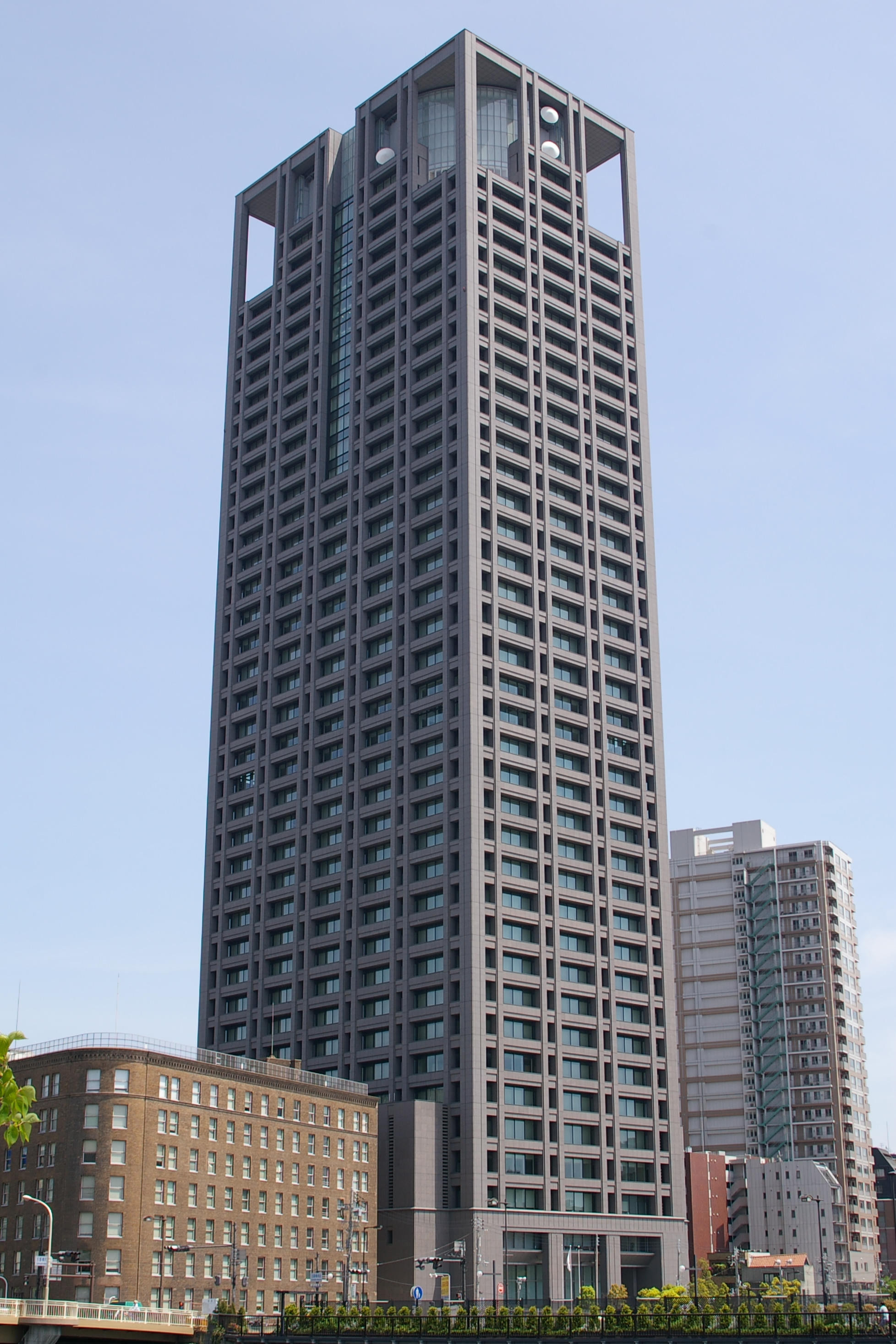
Kepco
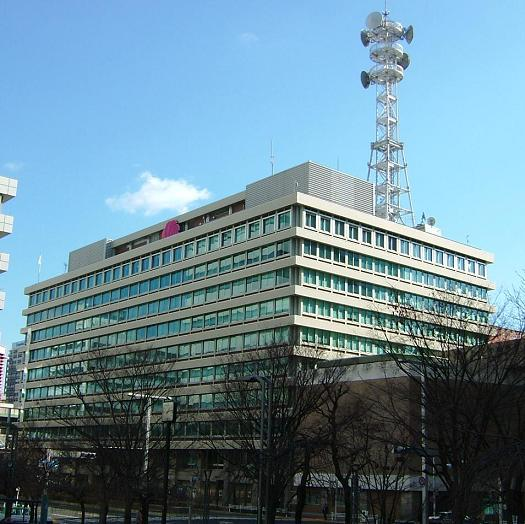
Chubu
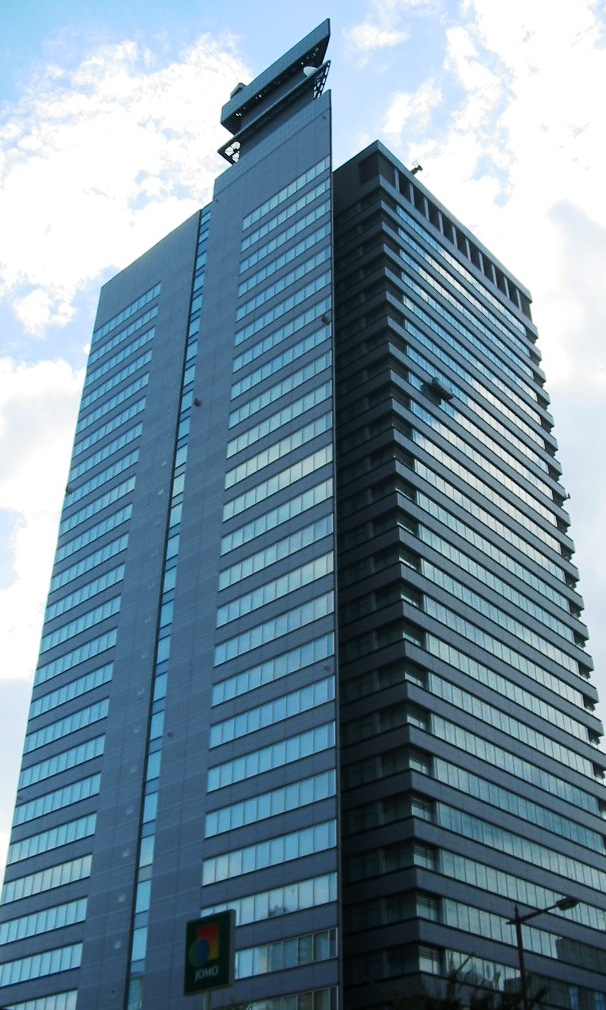
Tohokuden
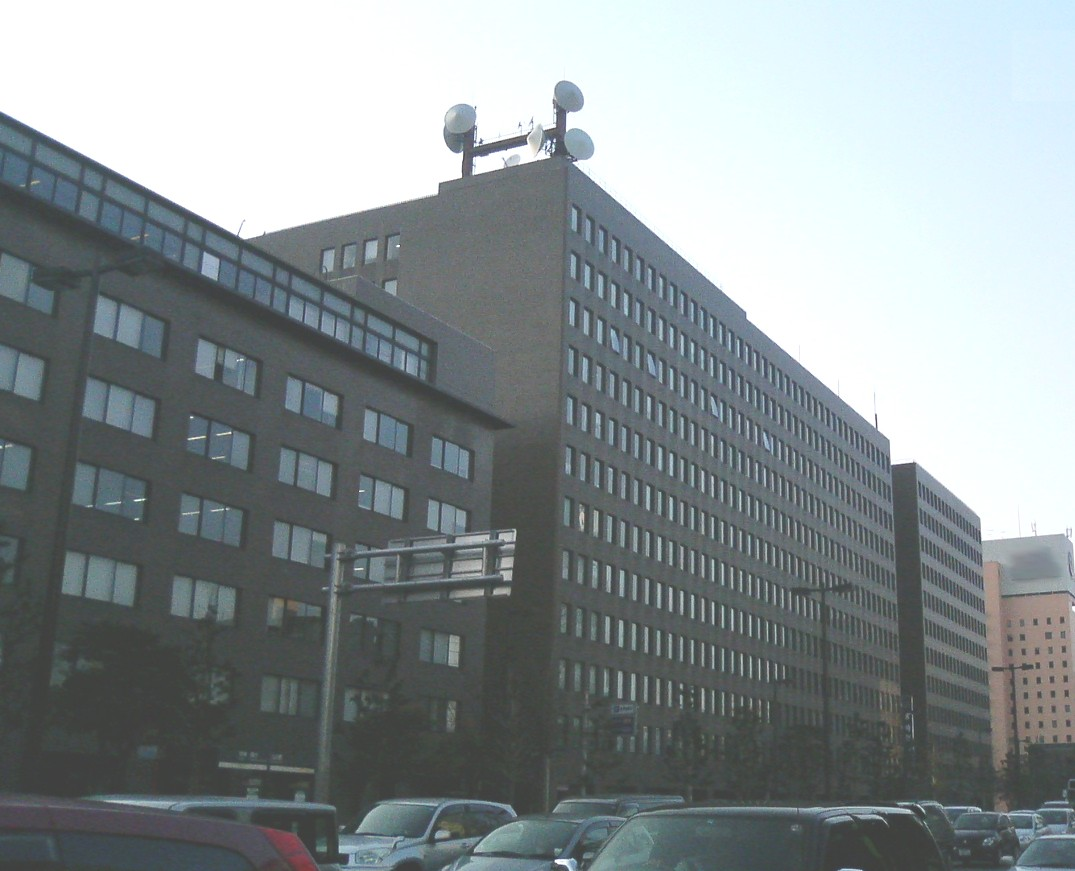
Kyuden

## Energiaforrások
| Japan—primary energy use |      |       |       |
| Tüzelőanyag              | 1950 | 1988  | 2001  |
| Kőszén                   | 50%  | 18,1% | 16,8% |
| Víz                      | 33%  | 4,6%  | 4,0%  |
| Olaj                     | 17%  | 57,3% | 50,2% |
| Földgáz                  | -    | 10,1% | 13,6% |
| Atom                     | -    | 9,0%  | 14,4% |
| Egyéb                    | -    | 1,3%  | 1,0%  |

1950-ben a kőszén biztosította Japán energiaszükségletének felét, a vízenergia az egyharmadát, a többit pedig a kőolaj. 2001-re az olaj hozzájárulása 50,2%-ra nőtt, emellett pedig az atomenergia és a földgáz felhasználása is nőtt. Mára Japán erőteljesen függ a fosszilis tüzelőanyagoktól, hogy megfeleljen az energiaigényeinek.
Az 1970-es évek két olajválsága nyomán az (1973-as és az 1979-es), az ország erőfeszítéseket tett az energiaforrások változatossá tételére, hogy megőrizze az energiabiztonságot. Japán hazai olajfogyasztása kis mértékben csökkent az 1970-es évektől, kb. 5,1 millió hordó/nap-ról (810 000 köbméter) az 1990-es évekre 4,9 millió hordó/nap olajra (780 000 m³). Míg az ország olajfelhasználása csökkent, addig az atomenergia- és a földgázfogyasztás jelentősen nőtt. Számos Japán iparág, többek közt a elektromos cégek és acélgyártók, váltott kőolajról a jórészt import kőszénre.
Az állami tartalékkészlet körülbelül 92, a magántartalékok pedig további 77 napi fogyasztásnak felelnek meg, így ez együtt kb. 169 nappal vagy 579 millió hordóval (92 100 000 köbméter) egyenértékű. A japán SPR a Japan Oil, Gas and Metals National Corporation által működtetett.

### Atomenergia

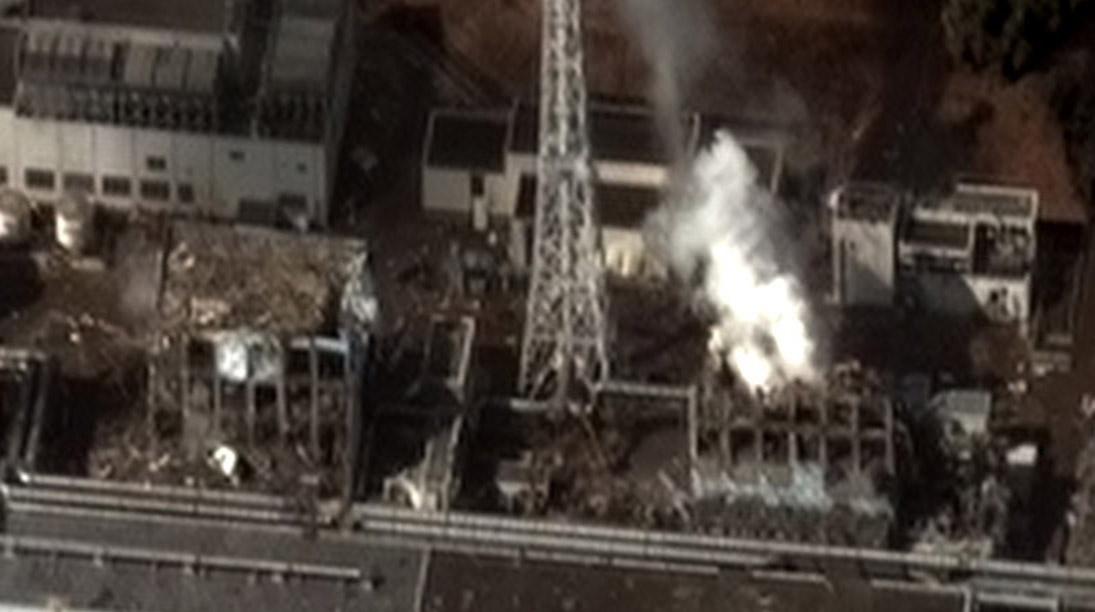
A 2011-es fukusimai nukleáris katasztrófa volt a legsúlyosabb nukleáris baleset az elmúlt 25 évben, kb. lakás vált lakhatatlanná, miután sugárzó anyag szivárgott ki a levegőbe a talajba és a tengerbe. A sugárszennyezés a hal és zöldségek onnan való szállításának betiltásához vezetett.

Japán későn kapcsolt ezen a téren, de végül sikerült technológiát importálnia az USA-ból és uránhoz jutnia Kanada, Franciaország, Dél-Afrika és Ausztrália bányáiból. 1991-re az országnak 42 működő atomerőműve, összes teljesítménye, mintegy 33 GW volt. Az atomenergia-termelés aránya a teljes villamosenergia termeléshez képest az 1973-as 2%-ról 23,6%-ra nőtt, 1990-re. Az 1980-as évek alatt a Japán atomenergia-programot erőteljesen ellenezték a környezetvédő csoportok, különösen az amerikai Three Mile Island-i baleset (1979) után. A 2000-es években itt működött a világ néhány továbbfejlesztett forralóvizes reaktora, köztük az első új, III. generációs reaktor. Külön létesítmény épült arra, hogy dúsítsa a nukleáris fűtőanyagot, kezelje a nukleáris hulladékot és újrahasznosítsa az elhasznált nukleáris fűtőanyagot.
A 2011-es földrengés és szökőár után néhány reaktor megsérült, ami sok bizonytalanságot és félelmet keltett a radioaktív anyagok kibocsátásával kapcsolatban, valamint kiemelte a folyamatos aggodalmakat a japán nukleáris-szeizmikus tervezési szabványokkal kapcsolatban. 2012. május 5-én Japán az utolsó atomreaktort is leállította; ez volt az első alkalom 1970 óta, hogy az országban nem volt atomenergia-termelés. Június 16-án Noda Josihiko miniszterelnök elrendelte az ohi atomerőmű 3-as és 4-es reaktorának újraindítását, mondván, hogy az emberek megélhetését meg kell védeni. Az ohi erőmű 3-as reaktora július másodikán, a 4-es pedig július 21-én kezdte meg a működését.
Japán új, 2014 áprilisában kelt, a Liberális Demokrata Párt kormánya által elfogadott, energiaterve az atomenergiát az ország legfontosabb erőforrásának tartja. Visszavonva az előzőleg kormányzó Demokrata Párt döntéseit a kormány újraindítja az atomerőműveket, aminek célja „reális és kiegyensúlyozott energiastruktúra” létrehozása.

### Földgáz
Mivel a hazai földgáztermelés minimális, a növekvő igényeknek nagyobb importtal próbál megfelelni az ország. Japán fő földgázellátói 1987-ben Indonézia (51,3%), Malajzia (20,4%), Brunei (17,8%), az Egyesült Arab Emírségek (7,3%) és az USA (3,2%) voltak.

### Megújuló energia
| Szén-dioxid-kibocsátás (ezer tonna) az 1990-es szinthez viszonyítva |           |          |
| Év                                                                  | CO2       | Változás |
| 1990                                                                | 1 072 420 | 0%       |
| 1991                                                                | 1 094 350 | 2,04%    |
| 1992                                                                | 1 106 500 | 3,18%    |
| 1993                                                                | 1 081 490 | 0,85%    |
| 1994                                                                | 1 132 560 | 5,61%    |
| 1995                                                                | 1 138 750 | 9,19%    |
| 1996                                                                | 1 169 550 | 9,06%    |
| 1997                                                                | 1 170 120 | 9,11%    |
| 1998                                                                | 1 130 600 | 5,43%    |
| 1999                                                                | 1 165 720 | 8,7%     |
| 2000                                                                | 1 207 980 | 12,64%   |
| 2001                                                                | 1 191 390 | 11,09%   |
| 2002                                                                | 1 205 480 | 12,41%   |
| 2003                                                                | 1 233 640 | 15,03%   |
| 2004                                                                | 1 259 659 | 17,46%   |
| 2005                                                                | 1 238 181 | 15,46%   |
| 2006                                                                | 1 231 298 | 14,81%   |
| 2007                                                                | 1 251 169 | 16,67%   |
| 2008                                                                | 1 207 686 | 12,61%   |
| 2009                                                                | 1 101 134 | 2,68%    |

Japán jelenleg a villamosenergia 10%-át megújuló energiaforrásokkal termeli. A céljuk, hogy 2020-ra ez az érték 20%-ra nőjön.

#### Vízenergia
Az ország legfőbb megújuló energiaforrása a vízenergia, melynek a beépített kapacitása, mintegy 27 GW és a termelése pedig 69,2 TWh áram volt 2009-ben. 2011 szeptemberére Japánnak 1198 kisebb vízerőműve volt, 3225 MW kapacitással. A kisebb erőművek Japán teljes vízenergia kapacitásának 6,6%-át teszik ki. A maradék kapacitást nagy és közepes vízerőművek teszik ki, amiket általában nagyobb gátaknál helyeznek el. A kisebb erőműveknél a kilowattóránkénti áram ára magas volt, kb. 15–100 ¥, akadályozva ezzel az energiaforrás további fejlesztését.

#### Geotermikus energia
Egyéb megújuló energiaforrások mellett, Japán részben kiaknázta a geotermikus energiát is. 1989-ben az országnak 6 geotermikus erőműve volt, 133 MW összesített teljesítménnyel. 2011-re az országnak 18 geotermikus erőműve lett.

#### Napenergia
Ráadásul, bár kevéssé járul hozzá a teljeshez energiatermeléshez, Japán volt a világ 2. legnagyobb fényelektromos energia termelője a korai 2000-es években, amíg Németország meg nem előzte 2005-ben, amikor is a világ ellátásának 38%-át tette ki, szemben Németország 39%-ával. 2011 decemberében a Tohoku Electric Power egy naperőmű működtetését kezdte meg Hacsinohéban, (Aomori prefektúra). A 10 000 panel, mintegy 50 000 négyzetméter területet foglal el és 1,6 millió kWh áramot termel évente, amely 500 háztartás energiaszükségleteinek felel meg. 2012. július elsején új tarifákat vezetett be a japán kormány a megújuló energiaforrásokhoz. A tarifák (42 ¥/kWh a következő 20 évben a napenergia termelőknek) a legmagasabbak a világon. Ezzel próbálják meg ösztönözni a napenergia elterjedését az országban. Ilyen ösztönzőkkel a fukusimai atomkatasztrófa után Japán, 2012-ben, 1394 MW megújuló energiát termelt. A megújuló energia egyharmada napenergia. A termelés növekedésével 2013-ban újabb napenergia berendezések létesítenek. A tarifákkal próbálják elérni, hogy 2020-ra Japán részesedése a megújuló energia termelésben 20% legyen. 2012 végére Japán teljes napenergia teljesítménye 7,4 GW volt. Egy gigawatt 250 000 otthonnak nyújt energiát.

#### Szélenergia
2011 szeptemberében Japánnak 1807 szélturbinával rendelkezett, melynek teljesítménye 2440MW volt. Az állandó széllel rendelkező területek hiánya, a környezetvédelmi korlátozások és a hangsúly a fosszilis és nukleáris erőt használó közműveken, hátráltatják a további szélenergia kihasználást az országban.

#### Hulladékból és biomasszából nyert energia
2011 szeptemberére Japánnak 190 generátora volt települési hulladék egységekhez csatolva és 70 független erőműve, mely biomasszából nyert tüzelőanyagból állít elő energiát. Továbbá 14 generátort használtak, hogy kőszént és biomasszát is égessenek. 2008-ban Japán 322 millió tonna biomasszából készült tüzelőanyagot állított elő és 76%-át energiává alakította.

#### Óceán energia
2012-ben a kormány meghirdette a terveket, hogy kísérleti árapály és hullám erőműveket hozz létre part menti területeken.

## Szén-dioxid-kibocsátás

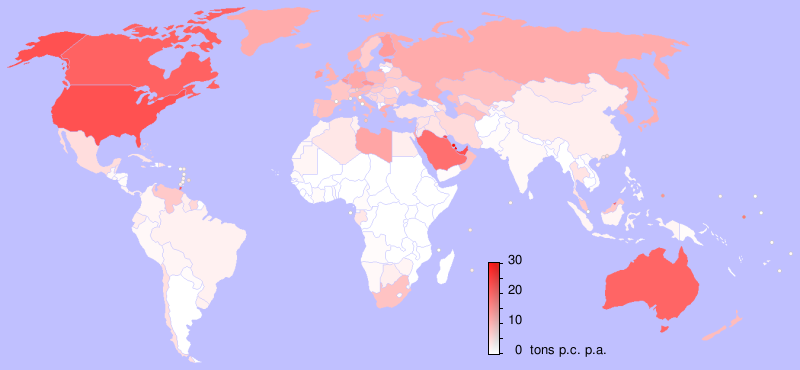
Országonkénti CO_{2} kibocsátás tonna/fő/év, 2004-es adat

2003-ban Japán volt a világon az ötödik legnagyobb széndioxid-kibocsátó ország (en: országok szén-dioxid-emissziója nagyságrendben), a világ kibocsátásának 5%-át tette ki. Ugyanebben az évben Japán a 36. helyen állt a világ országainak en: egy főre jutó szén-dioxid-kibocsátóinak listáján.
2007-ben a BBC arról számolt be, hogy Japánnak nehézségei akadtak a kiotói egyezmény által megszabott 6%-os csökkentéssel, részben azért, mert a Japán vállalkozások így is nagyon energia igényesek. Ennek ellenére 2007 májusában, ez előző miniszterelnök Abe Sinzó kijelentette, hogy a világ kibocsátását 2050-re 50%-kal csökkenteni kell. Elvárta, hogy Japán ebben vezető szerepet játsszon. „Egy új vázat kell létrehozni, amely túllép a kiotói egyezményen, melyben majd az egész világ közre fog működni a kibocsátás csökkentésében.” nyilatkozta Abe.
Ennek ellenére, a tohokui földrengés eseményei miatt, az energiatermelés általi szén-dioxid-emisszió rekord szintre növekedett, 1227 Mt-ra, szemben a kiotói egyezmény által előírt 1136 Mt-val (8%-os csökkenés az 1235 Mt-ról). A gáz és kőszén felhasználás növekedése (hogy pótolják az elveszett nukleáris teljesítményt) növelte a szén-dioxid-kibocsátást 3%-kal, annak ellenére, hogy a villamosenergia-igény közel 15%-kal csökkent.

## Fordítás
- Ez a szócikk részben vagy egészben  az   Energy in Japan című angol Wikipédia-szócikk ezen változatának fordításán alapul.  Az eredeti cikk szerkesztőit annak laptörténete sorolja fel. Ez a jelzés csupán a megfogalmazás eredetét és a szerzői jogokat jelzi, nem szolgál a cikkben szereplő információk forrásmegjelöléseként.